# گنجینه‌ای به نام عشق پیدا کرد
گنجینه‌ای به نام عشق پیدا کرد (به انگلیسی: Found a Treasure Called Love)یا گنجینه‌ای از عشق بدست آوردم فیلمی محصول سال ۲۰۱۵ و به کارگردانی سورج بارجاتیا است. در این فیلم بازیگرانی همچون سلمان خان، سونام کاپور، نیل نیتین موکش، انوپم کهیر، سوارا بهاسکار، لاتا سابهاروال ایفای نقش کرده‌اند.این فیلم بر پایه رمان زندانی زندا نوشته آنتونی هوپ ساخته شده است.

## داستان
شاهزاده ویجی سینگ (سلمان خان) قصد دارد تا به زودی ازدواج کند. او برای به جا آوردن مراسم ازدواج به خانه خواهران ناتنی اش می‌رود تا آن‌ها را برای حضور در مراسم ازدواج دعوت کند اما آن‌ها قبول نمی‌کنند در راه بازگشت از طرف راننده کالسکه به جان او سو قصد می‌شود و او به دره می‌افتد. ویجی سینگ آسیب شدیدی می‌بیند و مشاوران او برای مداوا شاهزاده را به مخفیگاه می‌برند.
یک روز در بازار مشاور شاهزاده فردی به نام پریم را می‌بیند که به شاهزاده شباهت زیاد دارد از او درخواست می‌شود تا نقش شاهزاده را ایفا کند تا مراسم تاج گذاری و ازدواج برگزار شود شاهدخت مایتهیل(سونام کاپور) برای ازدواج با ویجی سینگ به کاخ او می‌آید. پریم تمام خواسته‌های شاهدخت را اجابت می‌کند. شاهدخت که هیچ‌گاه با ویجی سینگ احساس راحتی نمی‌کرد حالا عاشق او شده‌است. مشاوران شاهزاده می‌فهمند این سو قصد کار برادر شاهزاده بوده‌است. از طرفی فرزندان سلطان از سه مادر متفاوت هستند و باهم اختلاف دارند برای همین پریم سعی می‌کند میان آن‌ها دوستی به وجود آورد.
برادر شاهزاده مخفیگاه او را پیدا می‌کند و او را ازتخت می‌رباید. مراسم برگزار می‌شود و پریم موفق می‌شود تا در این مراسم با خواهران شاهزاده آشتی کند یکی از اراطرافیان شاهزاده که مسبب این کار است از پریم دعوت می‌کند تا به کاخ شیشه ای برود تا با شاهزاده و برادرش مواجه شود قصد او از این کار جنگ دو برادر است که منجر به مرگ یکی و محکومیت دیگری می‌شود اما در پایان با وساطت پریم آن دو برادر با هم آشتی می‌کنند.
پریم که ماموریتش تمام شده با شاهزاده خداحافظی می‌کند و شاهدخت این صحنه را می‌بیند، تازه شاهدخت متوجه واقعیت می‌شود. چند ماه بعد در پایان داستان خانواده سلطنتی به دیدار پریم می‌آیند و از او که باعث آشتی خواهران و برادران با هم شده تشکر می‌کنند و می‌گویند شاهدخت مایتهیل می‌خواهد تا با پریم زندگی کند.